# Талдиколь (Камистинський район)
Талдико́ль (каз. Талдыкөл) — село у складі Камистинського району Костанайської області Казахстану. Входить до складу Клочковського сільського округу.
Населення — 234 особи (2021; 415 у 2009, 613 у 1999, 1096 у 1989).